# Wasił Dragołow
Wasił Iwanow Dragołow (bułg. Васил Иванов Драголов, ur. 17 marca 1962 w Katunicy) – bułgarski piłkarz grający na pozycji napastnika. W swojej karierze rozegrał 2 mecze w reprezentacji Bułgarii i strzelił w nich 1 gola.

## Kariera klubowa
Karierę piłkarską Dragołow rozpoczynał w klubie Hebyr Pazardżik. W sezonie 1979/1980 zadebiutował w jego barwach w drugiej lidze bułgarskiej. W zespole Hebyru grał przez sezon i w 1980 roku odszedł z niego do pierwszoligowego Beroe Stara Zagora. W 1982 roku spadł z Beroe do drugiej ligi, ale już w 1983 roku powrócił do pierwszej. W sezonie 1985/1986 wywalczył z Beroe mistrzostwo Bułgarii. W 1988 roku odszedł na rok do Witoszy Sofia.
W 1989 roku Dragołow przeszedł do greckiego klubu AE Larisa. W 1990 roku zmienił barwy klubowe i odszedł do AO Ionikos. W 1991 roku trafił do Portugalii i został piłkarzem SCU Torreense grającego w Segunda Divisão. W 1992 roku awansował z Torreense do Liga de Honra.
W 1993 roku Dragołow wrócił do Bułgarii. W sezonie 1993/1994 grał w Czerno More Warna, a w 1994 roku przeszedł do Beroe Stara Zagora, w którym w 1995 roku zakończył karierę.
| Sezon   | Klub               | Kraj       | Rozgrywki       | Mecze | Bramki |
| ------- | ------------------ | ---------- | --------------- | ----- | ------ |
| 1979/80 | Hebyr Pazardżik    | Bułgaria   | II. liga        | ?     | ?      |
| 1980/81 | Beroe Stara Zagora | Bułgaria   | A PFG           | ?     | ?      |
| 1981/82 | Beroe Stara Zagora | Bułgaria   | A PFG           | ?     | ?      |
| 1982/83 | Beroe Stara Zagora | Bułgaria   | II. liga        | ?     | ?      |
| 1983/84 | Beroe Stara Zagora | Bułgaria   | A PFG           | ?     | ?      |
| 1984/85 | Beroe Stara Zagora | Bułgaria   | A PFG           | ?     | ?      |
| 1985/86 | Beroe Stara Zagora | Bułgaria   | A PFG           | ?     | ?      |
| 1986/87 | Beroe Stara Zagora | Bułgaria   | A PFG           | 28    | 12     |
| 1987/88 | Beroe Stara Zagora | Bułgaria   | A PFG           | 26    | 13     |
| 1988/89 | Witosza Sofia      | Bułgaria   | A PFG           | 29    | 18     |
| 1989/90 | AE Larisa          | Grecja     | Alpha Ethniki   | 31    | 6      |
| 1990/91 | AO Ionikos         | Grecja     | Alpha Ethniki   | 30    | 4      |
| 1991/92 | SCU Torreense      | Portugalia | Segunda Divisão | 32    | 6      |
| 1992/93 | SCU Torreense      | Portugalia | Liga de Honra   | 27    | 7      |
| 1993/94 | Czerno More Warna  | Bułgaria   | A PFG           | ?     | ?      |
| 1994/95 | Beroe Stara Zagora | Bułgaria   | A PFG           | 18    | 3      |

## Kariera reprezentacyjna
W reprezentacji Bułgarii Dragołow zadebiutował 23 kwietnia 1986 roku w przegranym 0:2 towarzyskim meczu z Belgią. W 1986 roku został powołany przez selekcjonera Iwana Wucowa do kadry na Mistrzostwa Świata 1986. Na tym turnieju był rezerwowym i nie wystąpił w żadnym meczu. W kadrze narodowej rozegrał 2 mecze, oba w 1986 roku i strzelił w nich 1 gola.
| Mecze i gole w reprezentacji | Mecze i gole w reprezentacji | Mecze i gole w reprezentacji | Mecze i gole w reprezentacji | Mecze i gole w reprezentacji | Mecze i gole w reprezentacji | Mecze i gole w reprezentacji |
| #                            | Data                         | Stadion                      | Rywal                        | Wynik                        | Gol                          | Rozgrywki                    |
| 1986                         | 1986                         | 1986                         | 1986                         | 1986                         | 1986                         | 1986                         |
| ---------------------------- | ---------------------------- | ---------------------------- | ---------------------------- | ---------------------------- | ---------------------------- | ---------------------------- |
| 1.                           | 23.04.1986                   | Bruksela, Belgia             | Belgia                       | 0:2                          | 0                            | towarzyski                   |
| 2.                           | 30.04.1986                   | Sofia, Bułgaria              | Korea Północna               | 3:0                          | 0                            | towarzyski                   |